# كامبوريدوندو
كامبوريدوندو (بالإسبانية: Camporredondo)‏ هي بلدية إسبانية يبلغ عدد سكانها 166 نسمة وتقع في منطقة الحكم الذاتي في قشتالة وليون.